# Cynoscion nortoni
Cynoscion nortoni is een  straalvinnige vissensoort uit de familie van ombervissen (Sciaenidae). De wetenschappelijke naam van de soort is voor het eerst geldig gepubliceerd in 2001 door Béarez.
De soort staat op de Rode Lijst van de IUCN als Onzeker, beoordelingsjaar 2009.